# 伏尔加 (南达科他州)
伏尔加（英語：Volga）是美国南达科他州下属的一座城市。根据2010年美国人口普查，该市有人口1,768人。2011年估计该市人口约有1,784人，年增长率为0.90%。